# Militärpress
Militärpress är en styrkelyftsövning och kan också räknas med som en av basövningarna.
Militärpress är en stor övning som fokuserar främst på delta-muskeln, det vill säga axelmuskeln.

## Teknik
Militärpress börjar med ett stadigt grepp om skivstången i brösthöjd framför kroppen med böjda armbågar. Skivstången trycks sedan upp över huvud tills man har raka armar.  Skivstången sänks sedan ner igen till originalpositionen.